# Los Cacaos
Los Cacaos es un municipio de la República Dominicana, que está situado en la provincia de San Cristóbal.

## Distritos municipales
Está formado por el distrito municipal de:
| Nombre     | Código   |
| ---------- | -------- |
| Los Cacaos | 05210801 |